# Saropogon platynotus
Saropogon platynotus är en tvåvingeart som först beskrevs av Friedrich Hermann Loew 1847.  Saropogon platynotus ingår i släktet Saropogon och familjen rovflugor. Inga underarter finns listade i Catalogue of Life.